# Фрідріх Адольф Панет
Фрідріх Адольф Панет (нім. Friedrich Adolf Paneth; 31 серпня 1887, Відень — 17 вересня 1958, Відень) — австрійський і німецький хімік і геохімік.

## Біографія
Син австрійського фізіолога Йозефа Панета. Після навчання в університетах Відня, Мюнхена, Глазго працював у суміжних галузях хімії, геології та астрономії. Викладав у Празькому технологічному інституті та в університетах Гамбурга та Берліна.
Після приходу до влади Німеччини нацистів емігрував до Великобританию. Читав лекції з атомної хімії в Імперському коледжі (Великобританія), професор у Даремі (1939—1953), директор Інституту хімії Товариства Макса Планка в Майнці (з 1953).
Панет був членом Лондонського королівського товариства (з 1947)та почесним членом багатьох наукових товариств, президентом Об'єднаної комісії з радіоактивності Міжнародної ради наукових спілок (з 1949).

## Роботи
Першим вивчив абсолютний вік метеоритів, розробивши прецизійний метод визначення вмісту в них гелію. Разом із К. Фаянсом сформулював правило сорбції радіоактивних ізотопів (правило Фаянса - Панета).